# Tháp chuông Giotto

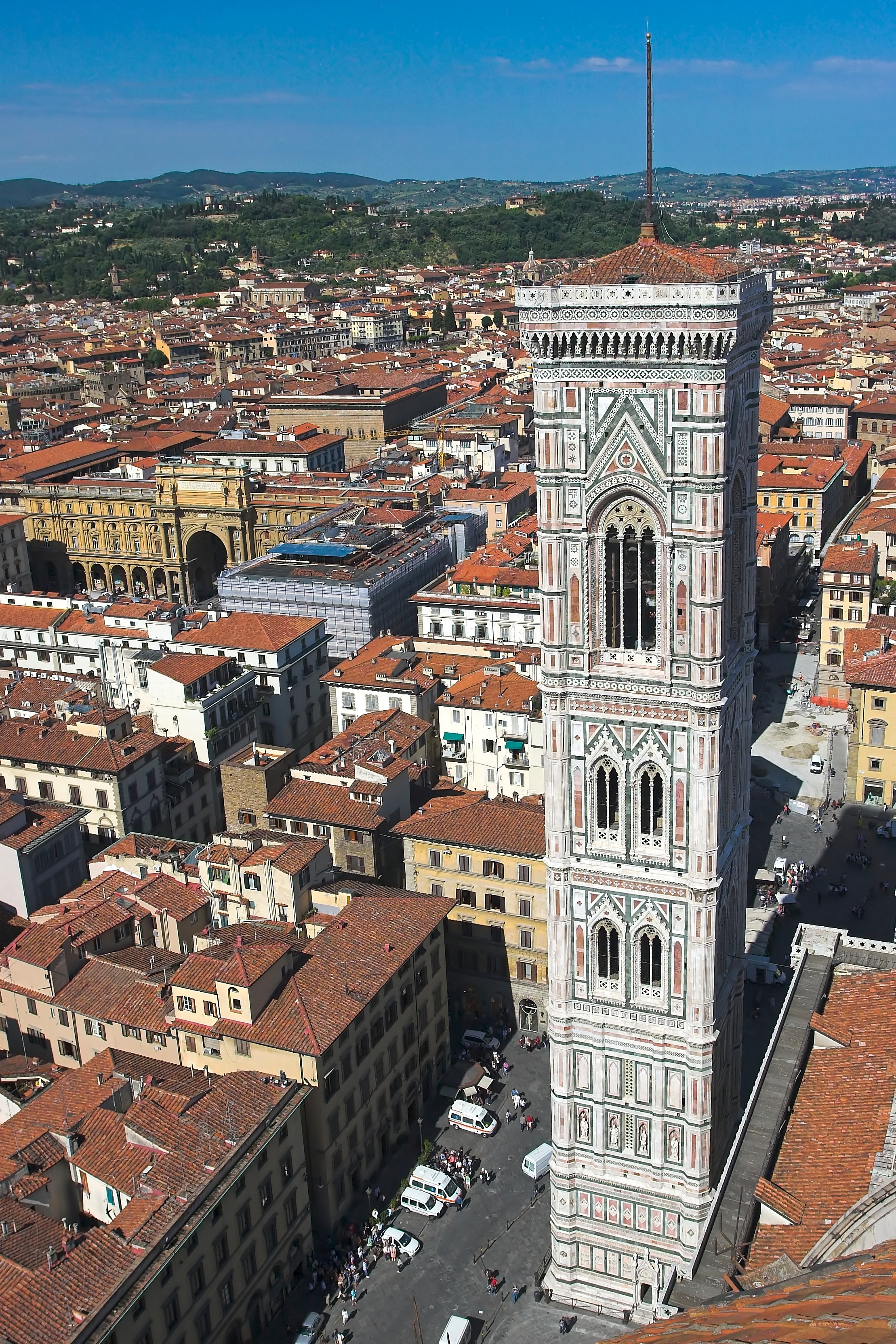
Tháp chương Giotto, được nhìn từ mái vòm Doumo

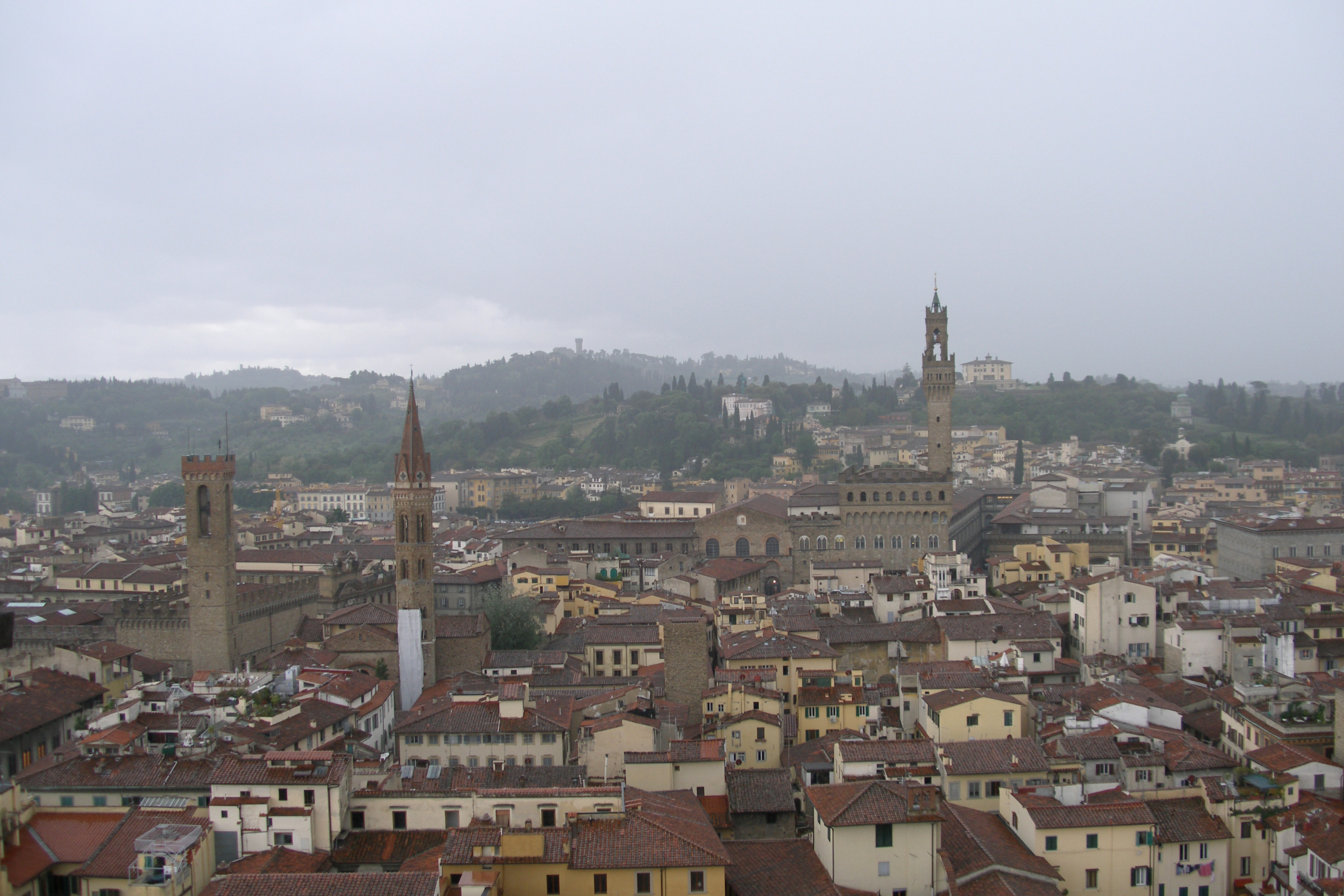
Góc nhìn từ đỉnh tháp

Tháp chuông Giotto (Campanile de Giotto) là một tháp chuông đứng độc lập, và là một phần của khu phức hợp các công trình tạo nên Nhà thờ chính tòa Florence trên Piazza del Duomo ở Florence, Italy.
Nằm liền kề với nhà thờ Santa Maria del Fiore và Baptistry of St. John, tháp là một trong những công trình nổi bật của kiến trúc Gothic kiểu Florence với thiết kế của Giotto. Tháp rất giàu các trang trí điêu khắc phong phú và đá cẩm thạch nhiều màu sắc.
Cấu trúc của tháp là một hình vuông gọn gẽ với các cạnh là 14.45 mét trong kế hoạch. Tháp cao 84,7 m và có các đường trụ ốp đa giác ở mỗi góc. Tháp được chia thành năm phần.

## Các chuông
Tháp gồm có 7 chiếc chuông:
| Số thứ tự | Tên             | Năm đúc | Người đúc               | Đường kính(mm) | Cân nặng(kg) | Note |
| 1         | Campanone       | 1705    | Antonio Petri, Florence | 2000           | 5385         | A2   |
| 2         | La Misericordia | 1808    | Carlo Moreni            | 1520           | ~2100        | C3   |
| 3         | Apostolica      | 1957    | Fonderia Barigozzi      | 1250           | 1200         | D3   |
| 4         | Annunziata      | 1956    | Fonderia Barigozzi      | 1150           | 856.5        | E3   |
| 5         | Mater Dei       | 1956    | Fonderia Barigozzi      | 950            | 481.3        | G3   |
| 6         | L'Assunta       | 1956    | Fonderia Barigozzi      | 850            | 339.6        | A3   |
| 6         | L'Immacolata    | 1956    | Fonderia Barigozzi      | 750            | 237.8        | B3   |

## Lịch sử

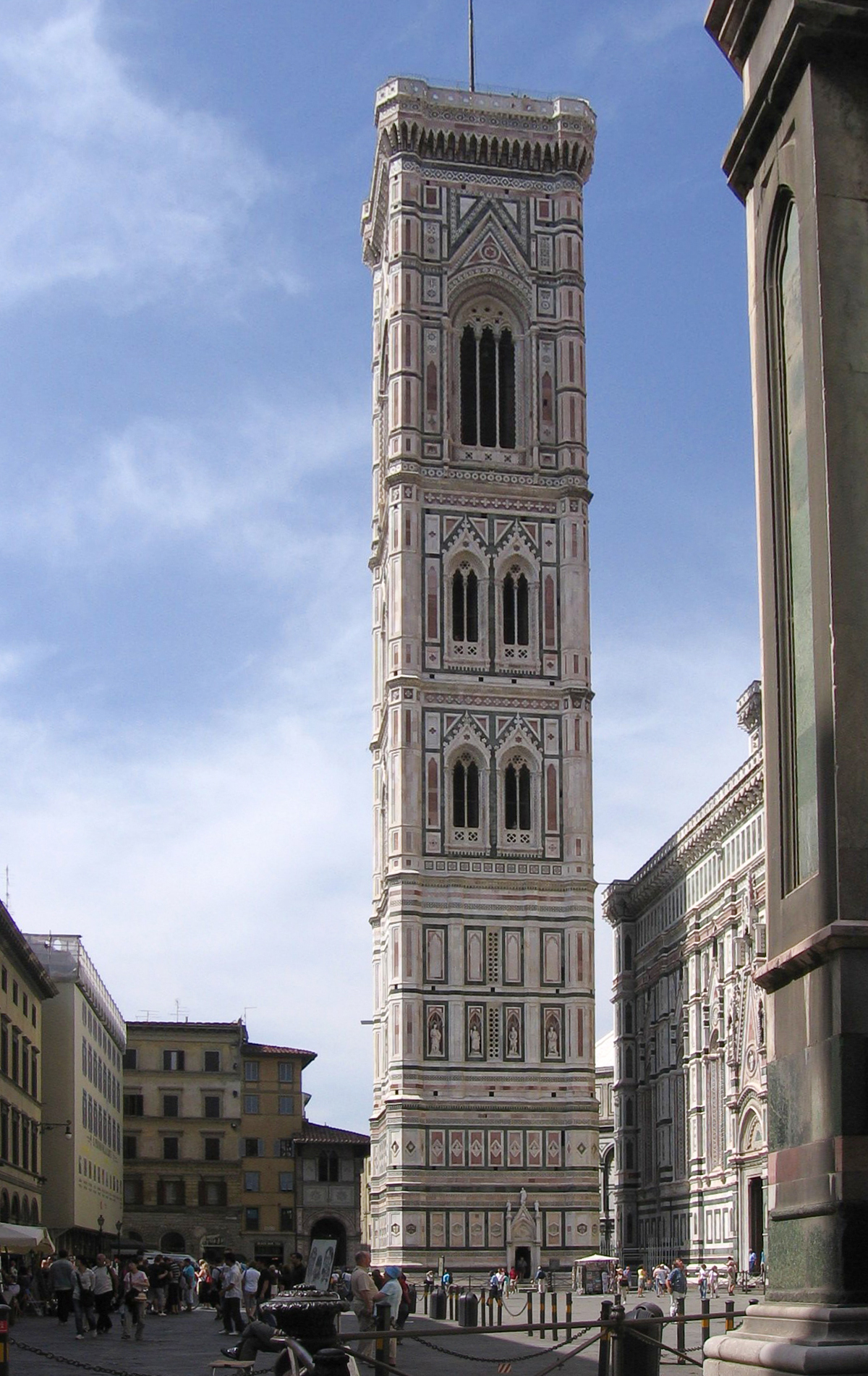
Tháp được nhìn từ phía Đông

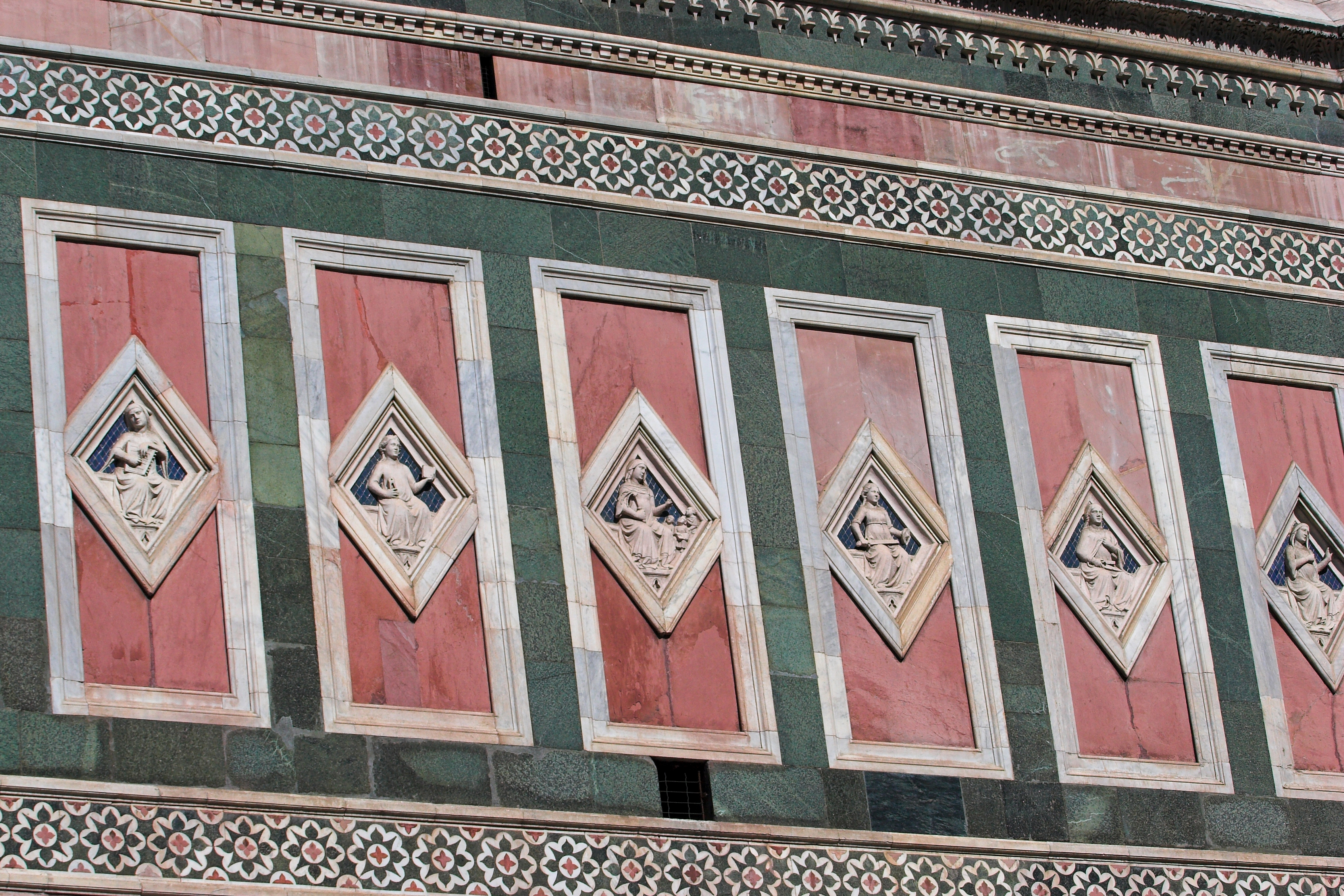
Tấm trang trí hình thoi ở mặt phía Bắc tháp

Sau cái chết của 1302 Arnolfo di Cambio, tổng phụ trách đầu tiên cho dự án xây dựng Nhà thờ chính tòa, kèm theo một giai đoạn gián đoạn hơn ba mươi năm, họa sĩ nổi tiếng Giotto di Bondone được đề cử là người kế vị vào năm 1334. Lúc đó ông 67 tuổi. Giotto tập trung sức lực của mình vào thiết kế và xây dựng một campanile (tháp chuông) cho nhà thờ. Ông đã trở thành một kiến trúc sư nổi tiếng, cũng nhờ vào sự độc lập ngày càng tăng giữa kiến trúc sư-nhà thiết kế và các thợ thủ công kể từ nửa đầu thế kỷ 13. Viên đá đầu tiên được đặt vào ngày 19 tháng 7 năm 1334. Thiết kế của ông là hài hòa với sự đa sắc của nhà thờ, và cũng như được thực nghiệm bởi Arnolfo di Cambio, cho tháp một cái nhìn như thể nó đã được "sơn". Trong thiết kế của mình, ông cũng áp dụng kỹ thuật chiaroscuro (đối lập sáng-tối) và một số hình thức của phối cảnh thay vì một bản vẽ tuyến tính nghiêm ngặt của campanile. Và cũng thay cho một bộ xương lộng lẫy của kiến trúc gothic, ông đã áp dụng một bề mặt nhiều màu đá cẩm thạch cho các họa tiết hình học.
Khi ông qua đời năm 1337, ông mới chỉ hoàn thành tầng dưới với kè bên ngoài bằng đá cẩm thạch: đó là các mẫu đá cẩm thạch trắng từ Carrara, đá cẩm thạch xanh từ Prato và đá cẩm thạch đỏ từ Siena. Tầng dưới này được trang trí trên ba mặt với các phù điêu trên các tấm hình lục giác, bảy cái ở mỗi mặt. Khi cửa ra vào được mở rộng vào năm 1348, hai tấm đã được chuyển đến phía bắc đang trống và chỉ sau đó, năm chiếc nữa được đặt từ Luca della Robbia vào năm 1437. Con số "bảy" có ý nghĩa đặc biệt quan trọng trong Kinh Thánh: tượng trưng cho tính hoàn hảo của con người. Thật khó để xác định tác giả cho những tấm phù điêu này, một số có thể do chính Giotto, một số khác có thể bởi Andrea Pisano (hoặc xưởng chế tác của ông).
Thông qua công trình này, Giotto đã trở thành, cùng với Brunelleschi (thiết kế mái vòm của nhà thờ chính tòa Florence) và Alberti (với luận văn của ông De re aificificia, 1450), là một trong những người sáng lập kiến trúc thời Phục hưng Ý.
Chức tổng phụ trách sau đó được kế nhiệm bởi Andrea Pisano vào năm 1343, Pisano đã nổi tiếng trước đó cho tác phẩm trên cửa Nam của Nhà rửa tội. Ông tiếp tục xây dựng tháp chuông theo thiết kế tài tình và tinh tế của Giotto. Ông thêm vào, ở tầng ốp nổi, phía dưới trang trí của Giotto, lần này là các tấm hình thoi với tranh trí trên đó (1347–1341) Ông cũng xây dựng thêm hai tầng, với bốn hốc ở mỗi mặt và mỗi tầng, nhưng hàng hốc thứ hai là trống rỗng. Quá trình xây dựng bị dừng lại vào năm 1348, đó là năm Cái chết đen khủng khiếp bùng nổ.
Pisano được kế nhiệm bởi Francesco Talenti cho việc xây dựng. Talenti đã xây dựng ba phần trên cùng với các cửa sổ lớn, hoàn thành tháp chuông vào năm 1359. Ông đã không xây dựng ngọn tháp theo thiết kế bởi Giotto, do đó làm giảm chiều cao trong thiết kế là 122 mét (400 ft) còn 84,7 mét (277,9 ft). Du khách có thể đến đỉnh bằng cách leo 414 bậc, tại đây có tầm nhìn toàn cảnh tuyệt đẹp ra thành phố Florence và những ngọn đồi xung quanh.